# Минами-Асагая (станция)
Станция Минами-Асагая (яп. 南阿佐ケ谷駅 минами асагая эки) — железнодорожная станция на линии Маруноути расположенная в специальном районе Сугинами, Токио. Станция обозначена номером M-02. Была открыта 1-го ноября 1961 года. На станции установлены автоматические платформенные ворота.

## Планировка станции
Две платформы бокового и два пути.
| 1 | ○ Линия Маруноути | Огикубо                     |
| 2 | ○ Линия Маруноути | Синдзюку, Гиндза, Икэбукуро |

## Близлежащие станции
| «       |  | Линия           |  | »           |
| ------- |  | --------------- |  | ----------- |
| Огикубо |  | Линия Маруноути |  | Син-Коэндзи |